# Liste der Kulturdenkmale in Leubnitz-Neuostra
Die Liste der Kulturdenkmale in Leubnitz-Neuostra umfasst sämtliche Kulturdenkmale der Dresdner Gemarkung Leubnitz-Neuostra. Die Anmerkungen sind zu beachten.
Diese Liste ist eine Teilliste der Liste der Kulturdenkmale in Dresden.
Diese Liste ist eine Teilliste der Liste der Kulturdenkmale in Sachsen.

## Legende
- Bild: Bild des Kulturdenkmals, ggf. zusätzlich mit einem Link zu weiteren Fotos des Kulturdenkmals im Medienarchiv Wikimedia Commons. Wenn man auf das Kamerasymbol klickt, können Fotos zu Kulturdenkmalen aus dieser Liste hochgeladen werden:
- Bezeichnung: Denkmalgeschützte Objekte und ggf. Bauwerksname des Kulturdenkmals
- Lage: Straßenname und Hausnummer oder Flurstücknummer des Kulturdenkmals. Die Grundsortierung der Liste erfolgt nach dieser Adresse. Der Link (Karte) führt zu verschiedenen Kartendiensten mit der Position des Kulturdenkmals. Fehlt dieser Link, wurden die Koordinaten noch nicht eingetragen. Sind diese bekannt, können sie über ein Tool mit einer Kartenansicht einfach nachgetragen werden. In dieser Kartenansicht sind Kulturdenkmale ohne Koordinaten mit einem roten bzw. orangen Marker dargestellt und können durch Verschieben auf die richtige Position in der Karte mit Koordinaten versehen werden. Kulturdenkmale ohne Bild sind an einem blauen bzw. roten Marker erkennbar.
- Datierung: Baubeginn, Fertigstellung, Datum der Erstnennung oder grobe zeitliche Einordnung entsprechend des Eintrags in der sächsischen Denkmaldatenbank
- Beschreibung: Kurzcharakteristik des Kulturdenkmals entsprechend des Eintrags in der sächsischen Denkmaldatenbank, ggf. ergänzt durch die dort nur selten veröffentlichten Erfassungstexte oder zusätzliche Informationen
- ID: Vom Landesamt für Denkmalpflege Sachsen vergebene, das Kulturdenkmal eindeutig identifizierende Objekt-Nummer. Der Link führt zum PDF-Denkmaldokument des Landesamtes für Denkmalpflege Sachsen. Bei ehemaligen Kulturdenkmalen können die Objektnummern unbekannt sein und deshalb fehlen bzw. die Links von aus der Datenbank entfernten Objektnummern ins Leere führen. Ein ggf. vorhandenes Icon  führt zu den Angaben des Kulturdenkmals bei Wikidata.

## Leubnitz-Neuostra
| Bild           | Bezeichnung                                                        | Lage                                                | Datierung                                                                                        | Beschreibung | ID       |
| -------------- | ------------------------------------------------------------------ | --------------------------------------------------- | ------------------------------------------------------------------------------------------------ | --- | -------- |
|                | Steinkreuz                                                         | Altleubnitz (Karte)                                 | vor 1500 (Mord- und Sühnekreuz)                                                                  | anlässlich des Todes eines Menschen durch Totschlag oder Unfall errichtetes kreuzförmiges Erinnerungsmal, so genanntes Mord- und Sühnekreuz, ortsgeschichtlich bedeutsam, besonderer Wert auch wegen des hohen Alters. Steinkreuz „Obere Marter“, nahe der Goppelner Straße, als Strafe von einem Bauern errichtet, der seinen Nachbarn erschlagen hatte. | 09212030 |
|                | Pfarrhof; Altes neues Pfarrhaus                                    | Altleubnitz 1 (Karte)                               | 1565-1569 (altes Pfarrhaus), 1888 (neues Pfarrhaus)                                              | Altes Pfarrhaus über winkelförmigem Grundriss und neues Pfarrhaus, Scheune, Umfassungsmauer eines Pfarrhofes; alte Ortslage Leubnitz, altes Pfarrhaus mit Fachwerkobergeschoss einschließlich Andreaskreuzen, Ensemble bau- und ortsgeschichtlich bedeutend. 1781 im Winkel an altes Pfarrhaus angebaute ehem. Scheune, 2. Hälfte 19. Jh. östlich an neues Pfarrhaus angebaute Scheune. | 09211975 |
|                | Alte Schmiede                                                      | Altleubnitz 2 (Karte)                               | 1774 (Schmiede)                                                                                  | zweigeschossiger, winkelförmiger Bau, Südflügel mit verputztem Fachwerkobergeschoss und Krüppelwalmdach, der nach Osten zeigende Teil massiv und mit markantem Giebel, bau- und ortsgeschichtlich von Wert. | 09211974 |
|                | Wohnhaus eines ehemaligen Bauernhofes                              | Altleubnitz 3 (Karte)                               | 19. Jh. (Bauernhaus)                                                                             | charakteristischer ländlicher Bau seiner Zeit, Teil des Dorfkerns von Altleubnitz, baugeschichtlich und ortsentwicklungsgeschichtlich bedeutend. | 09212002 |
|                | Wohnstallhaus und Toranlage eines ehemaligen Bauernhofes           | Altleubnitz 4 (Karte)                               | 19. Jh. (Wohnstallhaus)                                                                          | Teile des Dorfkerns von Altleubnitz, ortsentwicklungsgeschichtlich bedeutend | 09212003 |
|                | Wohnstallhaus eines ehemaligen Bauernhofes                         | Altleubnitz 8 (Karte)                               | 2. Hälfte 19. Jh. (Wohnstallhaus)                                                                | Wohnstallhaus eines ehemaligen Bauernhofes | 09212004 |
|                | Wohnhaus, Seitengebäude und Scheune eines Dreiseithofes            | Altleubnitz 9 (Karte)                               | bezeichnet 1836 (Wohnhaus), nach 1881 (Wohnhaus), 1864 (Scheune), 1836 (Seitengebäude)           | als Teil des historischen Dorfkerns von Leubnitz stadtentwicklungsgeschichtlich bedeutend | 09211973 |
|                | Wohnhaus, Toranlage und Scheune eines Dreiseithofes                | Altleubnitz 11 (Karte)                              | 2. Hälfte 18. Jh. bis 1. Hälfte 19. Jh. (Bauernhaus); 1883 (Toreinfahrt)                         | Wohnhaus, Toranlage und Scheune eines Dreiseithofes | 09212006 |
|                | Häusleranwesen mit Toreinfahrt und Einfriedung                     | Altleubnitz 14 (Karte)                              | 19. Jh. (Häusleranwesen)                                                                         | charakteristischer ländlicher Bau seiner Zeit, Teil des Dorfkerns von Altleubnitz, baugeschichtlich und ortsentwicklungsgeschichtlich bedeutend. | 09212010 |
|                | Mietshaus in offener Bebauung                                      | Altleubnitz 16 (Karte)                              | 1893 (Mietshaus)                                                                                 | charakteristischer vorstädtischer Wohnbau der Gründerzeit mit historisierender Fassade, dokumentiert neben seiner baugeschichtlichen Zeitzeugenschaft als eines der wenigen Gebäude des ausgehenden 19. Jahrhunderts die Entwicklung des Ortes Leubnitz-Neuostra vom Bauerndorf zur Vorstadt Dresdens. | 09216940 |
|                | Wohnhaus in offener Bebauung                                       | Altleubnitz 17 (Karte)                              | 19. Jh. (Wohnhaus)                                                                               | charakteristischer ländlicher Bau seiner Zeit, Teil des Dorfkerns von Altleubnitz, baugeschichtlich und ortsentwicklungsgeschichtlich bedeutend | 09212012 |
|                | Wohnhaus eines Bauernhofes                                         | Altleubnitz 20 (Karte)                              | nach 1881 (Wohnhaus)                                                                             | charakteristischer ländlicher Bau seiner Zeit, Teil des Dorfkerns von Altleubnitz, baugeschichtlich und ortsentwicklungsgeschichtlich bedeutend. | 09212013 |
|                | Wohnstallhaus, Seitengebäude und Scheune eines Dreiseithofes       | Altleubnitz 23; 25; 25b (Karte)                     | 2. Hälfte 18. Jh. bis 1. Hälfte 19. Jh. (Wohnhaus)                                               | Wohnstallhaus, Seitengebäude und Scheune eines Dreiseithofes | 09212014 |
|                | Wohnhaus in offener Bebauung                                       | Altleubnitz 27 (Karte)                              | 19. Jh. (Wohnhaus)                                                                               | charakteristischer ländlicher Bau seiner Zeit, Teil des Dorfkerns von Altleubnitz, baugeschichtlich und ortsentwicklungsgeschichtlich bedeutend. | 09212015 |
|                | Wohnhaus in offener Bebauung                                       | Altleubnitz 29 (Karte)                              | 19. Jh. (Wohnhaus)                                                                               | charakteristischer ländlicher Bau seiner Zeit, Teil des Dorfkerns von Altleubnitz, baugeschichtlich und ortsentwicklungsgeschichtlich bedeutend. | 09212016 |
|                | Wohnstallhaus (?) und Torbogen eines ehem. Dreiseithofes           | Altleubnitz 31 (Karte)                              | 2. Hälfte 18. Jh. bis 1. Hälfte 19. Jh. (Wohnhaus)                                               | Wohnstallhaus (?) und Torbogen eines ehem. Dreiseithofes | 09211971 |
|                | Wohnhaus eines Bauernhofes                                         | Altleubnitz 33 (Karte)                              | 19. Jh. (Bauernhaus)                                                                             | charakteristischer ländlicher Bau seiner Zeit, Teil des Dorfkerns von Altleubnitz, baugeschichtlich und ortsentwicklungsgeschichtlich bedeutend. | 09212018 |
|                | Wohnstallhaus und Torportal eines Vierseithofes                    | Altleubnitz 35 (Karte)                              | bezeichnet 1590 (an Kellerfenster)                                                               | Gebäude im Kern offenbar sehr alte Bausubstanz, bau- und ortsgeschichtlich bedeutend | 09212019 |
|                | Bauernhaus und Seitengebäude eines Bauernhofes                     | Altleubnitz 36 (Karte)                              | bezeichnet 1631 (Bauernhaus), 2. Hälfte 19. Jh. (Bauernhaus)                                     | Bauernhaus und Seitengebäude eines Bauernhofes | 09212020 |
|                | Wohnhaus in offener Bebauung                                       | Altleubnitz 37 (Karte)                              | 19. Jh. (Wohnhaus)                                                                               | Wohnhaus; kleinbäuerliches Anwesen oder Häuslerei seiner Zeit, um 1800 oder davor, wohl verputztes Fachwerk im Obergeschoss, Steildach, maßstäbliche Öffnungen, Teil des Dorfkerns von Leubnitz, baugeschichtlich und ortsgeschichtlich bedeutend. | 09212021 |
|                | Wohnstallhaus und Torbogen eines Bauernhofes                       | Altleubnitz 38 (Karte)                              | 1726 (?); bez. 1726 (Toreinfahrt)                                                                | Wohnstallhaus und Torbogen eines Bauernhofes; Bogen datiert 1726, stattliche Bauernhaus wohl im Kern zeitgleich, ansonsten jünger, charakteristische ländliche Baulichkeiten ihrer Zeit, Teil des Dorfkerns von Leubnitz, baugeschichtlich und ortsgeschichtlich bedeutend. | 09212022 |
|                | Villa mit Einfriedung                                              | Am Elbtalweg 4 (Karte)                              | um 1910 (Villa)                                                                                  | Villa mit Einfriedung; Wohnbau des Reformstils mit markanter Kubatur und wenigen akzentuierenden Gliederungs- und Schmuckelementen, auffällig das hohe, markante Mansarddach, baugeschichtlich bedeutend. | 09211977 |
|                | Vorderer Teil eines Wohnhauses in offener Bebauung                 | Am Klosterhof 1 (Karte)                             | 2. Hälfte 18. Jh. bis 1. Hälfte 19. Jh. (Wohnhaus)                                               | charakteristischer ländlicher Bau seiner Zeit, Teil des Dorfkerns von Altleubnitz, baugeschichtlich und ortsentwicklungsgeschichtlich bedeutend. | 09212005 |
|                | Villa                                                              | Am Querweg 1 (Karte)                                | um 1910 (Villa)                                                                                  | Villa; Wohnbau des Reformstils mit markanter Kubatur und wenigen akzentuierenden Gliederungs- und Schmuckelementen, vermutlich Werk des lokal bekannten Büros Stephan und Möbius, baugeschichtlich bedeutend. | 09211976 |
|                | Villa                                                              | Brunnenstraße 24 (Karte)                            | Anfang 20. Jh. (Villa)                                                                           | Villa; Wohnbau des Reformstils mit markanter Kubatur und wenigen akzentuierenden Gliederungs- und Schmuckelementen, auffällig das hohe Dach und der Eckturm, baugeschichtlich bedeutend. | 09211984 |
|                | Mietshaus in offener Bebauung                                      | Dohnaer Straße 66 (Karte)                           | um 1900 (Mietshaus)                                                                              | zeittypischer, noch historistischer Klinker-Werkstein-Bau, baugeschichtlich von Belang, macht geschlossenen Eindruck mit den Häusern Dohnaer Straße 68 und 70, gesamte Gruppe signalisiert mehr als andere Gebäude in der Umgebung, den Versuch Leubnitz-Neuostra mit großstädtischer Bebauung »zeitgemäßer weiterzuentwickeln«, zudem stadtentwicklungsgeschichtlich und städtebaulich bedeutend. | 09211999 |
| Weitere Bilder | Mietshaus in offener Bebauung                                      | Dohnaer Straße 68 (Karte)                           | 1901-1902 (Mietshaus)                                                                            | macht geschlossenen Eindruck mit den Häusern Dohnaer Straße 66 und 70, gesamte Gruppe signalisiert mehr als andere Gebäude in der Umgebung, den Versuch Leubnitz-Neuostra mit großstädtischer Bebauung »zeitgemäßer weiterzuentwickeln«, trotz veränderter Fassade doch noch zahlreich Details sowohl außen, als auch innen erhalten, stadtentwicklungsgeschichtlich und städtebaulich bedeutend. | 09306590 |
| Weitere Bilder | Mietshaus in offener Bebauung                                      | Dohnaer Straße 70 (Karte)                           | um 1900 (Mietshaus)                                                                              | macht geschlossenen Eindruck mit den Häusern Dohnaer Straße 66 und 68, gesamte Gruppe signalisiert mehr als andere Gebäude in der Umgebung, den Versuch Leubnitz-Neuostra mit großstädtischer Bebauung »zeitgemäßer weiterzuentwickeln«, trotz leicht veränderter Fassade doch noch zahlreich Details außen und wohl auch innen erhalten, vor allem stadtentwicklungsgeschichtlich und städtebaulich bedeutend. | 09306591 |
|                | Drei Doppelhäuser sowie Freiflächen einer Wohnanlage               | Dohnaer Straße 75a; 75b; 75c; 75d; 75e; 75f (Karte) | um 1925 (Doppelwohnhaus)                                                                         | traditionell gestaltete Bauten der Architektur um 1930, stadtentwicklungsgeschichtlich bedeutend. | 09212026 |
|                | Wohnhaus in offener Bebauung                                       | Friebelstraße 2 (Karte)                             | bezeichnet 1861 (Wohnhaus)                                                                       | noch ländlich anmutender Bau kurz nach Mitte des 19. Jahrhunderts, typisch für diese Zeit, baugeschichtlich und stadtentwicklungsgeschichtlich bedeutend. | 09212023 |
|                | Mietshaus in offener Bebauung                                      | Friebelstraße 3 (Karte)                             | bez. 1898 und bez. 1932 ? (Mietshaus)                                                            | Mietvilla; historistisches Wohngebäude um 1900, charakteristisch und gestalterisch auffällige der straßernseitige Risalit mit Fachwerkgiebel, typisch für seine Zeit, baugeschichtlich bedeutend. | 09211986 |
|                | Mietshaus in offener Bebauung                                      | Friebelstraße 10 (Karte)                            | um 1900 (Mietshaus)                                                                              | Mietshaus in offener Bebauung; markanter historistischer Bau um 1900 oder etwas früher, Betonung durch mittige Vorlagen und Eckquaderungen, belebt durch Pilaster und Kapitelle, baugeschichtlich bedeutend. | 09211985 |
|                | Wegestein mit Schaft und Inschrift                                 | Goppelner Straße - (Karte)                          | bezeichnet 1832 (Wegestein)                                                                      | Wegestein mit Schaft, Inschrift, Richtungsweiser im Relief und markante Kopfgestaltung; bedeutend für die Verkehrsgeschichte. | 09300888 |
|                | Wohnhaus                                                           | Goppelner Straße 12 (Karte)                         | um 1910 (Wohnhaus)                                                                               | ehemals mit Kolonialwarenladen im Erdgeschoss und Wäschemangel im Keller | 09211978 |
|                | Ziegelwerk Gostritz F. Hermann Richter (ehem.); Fabrikantenvilla   | Gostritzer Straße 61 (Karte)                        | Anfang 20. Jh. (Fabrikantenvilla)                                                                | Fabrikantenvilla, Kutscherhaus, Remise und Gesindehaus (ehem.); Villa und Kutscherhaus mit Zierfachwerk, im Obergeschoss im sogenannten Altdeutschen Stil errichtet, baugeschichtlich und ortsgeschichtlich bedeutendes Ensemble. | 09212001 |
|                | Wohnhausgruppe                                                     | Heiligenbornstraße 1; 3; 5; 7; 9; 11 (Karte)        | um 1910 (Wohnhaus)                                                                               | Wohnhausgruppe, von Architekt Moritz Adolf Rietschel für Unternehmer Moritz Hegewald erbaut; bemerkenswerte und typische Anlage der Reformarchitektur nach 1900, gekennzeichnet durch hohe Dächer und Giebel sowie wenige akzentuierende Schmuck- und Gliederungselemente, baugeschichtlich bedeutend. Im Haus Nr. 11 wohnte von 1911 bis 1945 der Kunstmaler Felix Elßner (1866–1945) und kurzzeitig auch dessen Freund Otto Griebel. | 09211979 |
|                | Doppelmietshaus in offener Bebauung                                | Heiligenbornstraße 8; 10 (Karte)                    | um 1910 (Mietvilla)                                                                              | Doppelmietvilla; Wohnbau des Reformstils mit markanter Kubatur und wenigen akzentuierenden Gliederungs- und Schmuckelementen, auffällig das hohe Dach und die Erker, baugeschichtlich bedeutend. | 09211981 |
|                | Neue Schule                                                        | Heiligenbornstraße 15 (Karte)                       | 1906-1907, bez. 1907? (Schule)                                                                   | Schule; repräsentativer historistischer Bau mit auffälligem Treppenhausturm an der Ecke, weitgehend authentisch erhalten, baugeschichtlich und ortsgeschichtliche bedeutend. Schule, von Moritz Adolf Rietschel erbaut, 1935–1954 auch Sitz der Leubnitzer Heimatstube, heute 68. Grundschule „Am Heiligen Born“. | 09211980 |
|                | Villa                                                              | Heiligenbornstraße 18 (Karte)                       | um 1910 (Mietvilla)                                                                              | Mietvilla; Wohnbau des Reformstils mit markanter Kubatur und wenigen akzentuierenden Gliederungs- und Schmuckelementen, auffällig das hohe Dach und der Anbau, baugeschichtlich bedeutend. | 09211982 |
|                | Engels- und Teufelsbrücke über den Heiligenborn                    | Heydenreichweg (Karte)                              | um 1800 (Fußgängerbrücke)                                                                        | Zwei Brücken über den Leubnitzbach; sich malerisch in die Umgebung einfügende Bauten, von besonderer Bedeutung für das Ortsbild, dokumentieren zudem Konstruktionsweise ihrer Zeit, baugeschichtlich bedeutend. Engel- und Teufelsbrücke über den Heiligenbornbach, ursprünglich Pastoren- und Plattenbrücke genannt, Teufelsbrücke aus einem einzigen Sandsteinblock als „kürzeste Brücke Dresdens“ erbaut. | 09216848 |
|                | Wohnhaus in offener Bebauung                                       | Heydenreichweg 1 (Karte)                            | 1927-1928 (Wohnhaus)                                                                             | in ländlicher Umgebung errichteter Bau der 1920er Jahre, stadtentwicklungsgeschichtlich bedeutend | 09212024 |
|                | Wohnhaus in offener Bebauung                                       | Klosterteichplatz 3 (Karte)                         | 2. Hälfte 18. Jh. bis 1. Hälfte 19. Jh. (Wohnhaus)                                               | Wohnhaus in offener Bebauung; baugeschichtlich von Bedeutung | 09212025 |
|                | Wohnhaus und Seitengebäude eines kleinen Bauernhofes               | Klosterteichplatz 11 (Karte)                        | 2. Hälfte 18. Jh. bis 1. Hälfte 19. Jh. (Bauernhaus)                                             | Wohnhaus und Seitengebäude eines kleinen Bauernhofes; baugeschichtlich von Bedeutung | 09212027 |
|                | Wohnhaus in offener Bebauung                                       | Klosterteichplatz 13 (Karte)                        | 2. Hälfte 18. Jh. bis 1. Hälfte 19. Jh. (Wohnhaus)                                               | Wohnhaus in offener Bebauung; baugeschichtlich von Bedeutung | 09212028 |
| Weitere Bilder | Sachgesamtheit Friedhof Leubnitz-Neuostra                          | Menzelgasse - (Karte)                               | 1288 (Friedhof)                                                                                  | Sachgesamtheit des Friedhofs in seiner gewachsenen funktionellen und gestalterischen Einheit mit Kirche, spätklassizistischer Feierhalle, denkmalwerten Grabstätten, den Blickbeziehungen auf Leubnitz-Neuostra, von Strehlen bis nach Zschertnitz und zum Borsberg, Mauerstück an Altleubnitz (Flst. 889/8) und Einfriedungsmauer einschl. sechs Eingängen und Toren (Einzeldenkmale ID-Nr. 09211972 und 09216849) sowie gliederndem Wegesystem mit Terrassenmauern, Treppen und gepflastertem Stufenweg, zwei Linden am Haupteingang, geschnittenen Hecken und Strauchpflanzungen in den Grabfeldern W1-WU2, U1-U4 (als Sachgesamtheitsteile); Kirchhof als älterer Teil unmittelbar an der Dorfkirche und spätere Erweiterungen nach Norden, künstlerisch und personengeschichtlich sowie ortsgeschichtlich bedeutend. Kirche mit Friedhof, Feierhalle und Grabanlagen, zunächst Dorfkirche, ab 1318 dem Kloster Altzella zugehörig, seit 1540 evangelisches Gotteshaus, seit 1672 mit bemalter Kassettendecke, mehrfach umgebaut und erweitert u. a. von Johann Friedrich Karcher, seit 1731 mit Barock-Altar, seit 1905 mit Jehmlich-Orgel, 1999–2003 restauriert, Friedhof u. a. mit Grab von Johann Georg Palitzsch. | 09301385 |
| Weitere Bilder | Dorfkirche Leubnitz-Neuostra (Einzeldenkmal zu ID-Nr. 09301385)    | Menzelgasse - (Karte)                               | bis 1437 (Kirche), bez. 1577 Hans Allnpeck d. Ä. und Frau Margarete (Epitaph), 1730–1731 (Altar) | Einzeldenkmal der Sachgesamtheit Friedhof Leubnitz-Neuostra: Kirche, mit reicher Ausstattung; Saalbau mit Rechteckchor, nördlicher Erweiterung und Westturm, eine der ältesten Kirchen Dresdens, darüber hinaus eine der seltenen Bildkirchen Deutschlands, prägt Silhouette der Stadt entscheidend mit, baugeschichtlich, künstlerisch, kirchengeschichtlich und ortsgeschichtlich sowie landschaftsgestalterisch bedeutend. 1400–1437 Weihe eines Altars, 1430–1437 Bau des Langhauses und einer Verbindung, 1667–1673 südliche und westliche Empore mit Decken- und Emporenbemalung, 1720–1721 nördliche Empore, Orgelempore, nach 1726 Grabdenkmal Johann Friedrich Karcher in der Kirchengruft. | 09211972 |
| Weitere Bilder | Friedhof Leubnitz-Neuostra (Einzeldenkmal zu ID-Nr. 09301385)      | Menzelgasse - (Karte)                               | bezeichnet 1853 (Feierhalle), bezeichnet 1852 (eines der Portale)                                | Einzeldenkmale der Sachgesamtheit Friedhof Leubnitz-Neuostra: spätklassizistische Feierhalle, denkmalwerte Grabstätten, Blickbeziehungen auf Leubnitz-Neuostra, von Strehlen bis nach Zschertnitz und zum Borsberg, Mauerstück an Altleubnitz (Flst. 889/8) und Einfriedungsmauer einschließlich sechs Eingängen und Toren; künstlerisch, personengeschichtlich und ortsgeschichtlich bedeutend (siehe auch Sachgesamtheitsdokument – obj. 09301385). Denkmaltext: Auf dem von einer Bruchsteinmauer umgebenen Friedhof schlichte spätklassizistische Parentationshalle von 1853 sowie das Grabdenkmal des Bauernastronomen Johann Georg Palitzsch († 1788). Über einem breiten Postament mit Löwenfüßen und Inschrifttafel Plinthe mit kanneliertem Säulenstumpf, an der Basis Lorbeerkranz. | 09216849 |
|                | Wohnhaus und Nebengebäude in offener Bebauung                      | Menzelgasse 1 (Karte)                               | 19. Jh. (Wohnhaus)                                                                               | Wohnhaus und Nebengebäude in offener Bebauung | 09212008 |
|                | Alte Schule; Kirchgemeindehaus Leubnitz-Neuostra                   | Menzelgasse 2 (Karte)                               | 1868 (Schule)                                                                                    | Ehemalige Schule, heute Kirchgemeindehaus, dazu rückwärtiger Garten; markanter zweigeschossiger Bau mit Walmdach und Krüppelwalmdach sowie historisierender Fassadengestaltung, bau- und ortsgeschichtlich bedeutend. Denkmaltext: In dem Gebäude von 1868 sog. Christophorussaal, darin vier geschnitzte, spätgotische Tafeln mit den Darstellungen der Flucht nach Ägypten, des zwölfjährigen Christus im Tempel, Christus mit Aposteln und weinenden Frauen (ungeklärt) und die Geißelung, modern zu einem Flügelaltar zusammengesetzt (urspr. von einem Bücherschrank aus dem ehem. Schloss in Dresden-Prohlis). Gemeindehaus, bis 1907 alte Dorfschule, heute mit Versammlungssaal der Kirchgemeinde. | 09212009 |
|                | Wohnhaus eines ehemaligen Bauernhofes                              | Neuostra 1 (Karte)                                  | um 1850 (Bauernhaus)                                                                             | bau- und stadtentwicklungsgeschichtlich bedeutend | 09216850 |
|                | Wohnstallhaus und Einfriedung eines Dreiseithofes                  | Neuostra 5 (Karte)                                  | nach 1800 (Bauernhaus), Ende 19. Jh. (Seitengebäude)                                             | Wohnstallhaus (Fachwerk im Obergeschoss), Rest eines Seitengebäudes und Einfriedung eines Dreiseithofes; bau- und stadtentwicklungsgeschichtlich von Wert | 09216851 |
|                | Wohnhaus und Stall eines Bauernhofes                               | Neuostra 6 (Karte)                                  | um 1900 (Bauernhaus)                                                                             | charakteristischer ländlicher Bau des Historismus in der zweiten Hälfte des 19. Jahrhunderts, massiv, Fassadengestaltung etwas reduziert, Teil des einstigen Doppeldorfes Leubnitz-Neuostra, baugeschichtlich und stadtentwicklungsgeschichtlich von Wert. | 09216852 |
|                | Wohnhaus, Seitengebäude und Toranlage                              | Neuostra 7 (Karte)                                  | bezeichnet 1853 (Wohnstallhaus)                                                                  | Wohnhaus, Seitengebäude und Toranlage (1853) eines Bauernhofes; bau- und stadtentwicklungsgeschichtlich von Wert | 09216853 |
|                | Toranlage eines ehemaligen Bauernhofes                             | Neuostra 8a (Karte)                                 | um 1850 (Toreinfahrt)                                                                            | bau- und stadtentwicklungsgeschichtlich von Wert | 09216854 |
|                | Wohnhaus eines ehemaligen Bauernhofes                              | Neuostra 10 (Karte)                                 | um 1850 (Bauernhaus)                                                                             | bau- und stadtentwicklungsgeschichtlich von Wert | 09216855 |
|                | Wohnhaus mit Schuppen                                              | Neuostra 15 (Karte)                                 | nach 1800 (Wohnhaus)                                                                             | Wohnhaus (Fachwerk im Obergeschoss) mit Schuppen, in offener Bebauung; bau- und stadtentwicklungsgeschichtlich von Wert. | 09216856 |
|                | Wohnstallhaus eines ehemaligen Bauernhofes                         | Neuostra 16 (Karte)                                 | bezeichnet 1783 (Wohnstallhaus)                                                                  | markantes ländliches Anwesen der zweiten Hälfte des 18. Jahrhunderts, später überformt, von bau- und stadtentwicklungsgeschichtlichem Wert. | 09216857 |
|                | Ehemaliges Wohnstallhaus, Toreinfahrt und Garten eines Bauernhofes | Neuostra 18 (Karte)                                 | bez. 1900 (Bauernhaus)                                                                           | Ehemaliges Wohnstallhaus, Toreinfahrt und Garten eines Bauernhofes | 09211970 |
|                | Reucker-Villa                                                      | Spitzwegstraße 60 (Karte)                           | 2. Hälfte 19. Jh. bis 1. Hälfte 20. Jh. (Villa)                                                  | Villa mit Einfriedung und Gartenarchitekturen wie Gartenteich mit Skulptur, Stele Dr. Faust; als Geschenk des Staatstheaters Zürich 1911, zeitweiliger Bewohner und Besitzer Prof. Dr. Reucker – Generalintendant der Staatstheater Dresden. Villa und Gartenarchitektur, 1929–1958 Wohnsitz von Alfred Reucker, 1999 durch Brand beschädigt, Grab Reuckers im Garten, Grabstele von Edmund Moeller mit „Faust“-Plastik. Villa, erbaut 1909–1913 (Bauunterlagen der Firma Rose & Röhle von 1909; der Turm wurde 1937 ergänzt laut Baugenehmigung). | 09211990 |
| Weitere Bilder | Ehem. Gasthaus „Edelweiß“                                          | Spitzwegstraße 67a (Karte)                          | 2. Hälfte 19. Jh. (Gaststätte)                                                                   | Gasthaus „Edelweiß“ (nur Eckbau); ursprünglich mit Gästegarten, Café, Billardsalon, Versammlungsräumen, Radfahrerstation und Bäckerei, nach 1945 kurzzeitig von der Sowjetarmee als Sammelstelle für beschlagnahmte Kunstschätze genutzt, 1972 verstaatlicht, 1982 Schließung, seither Verfall, zeitweilig als Lager genutzt, danach Leerstand, ab 2010 Sanierung und Umbau zum Wohnhaus. | 09211991 |
|                | Mietshaus mit Einfriedung in offener Bebauung                      | Spitzwegstraße 78 (Karte)                           | um 1900 (Mietshaus)                                                                              | Mietshaus mit Einfriedung in offener Bebauung; reicher Fassadenschmuck | 09211996 |
|                | Mietshaus in offener Bebauung                                      | Spitzwegstraße 80 (Karte)                           | um 1900 (Mietshaus)                                                                              | Mietshaus mit Hintergebäude und Einfriedung, in offener Bebauung; reicher Fassadenschmuck | 09211997 |
|                | Mietshaus in offener Bebauung                                      | Spitzwegstraße 82 (Karte)                           | um 1900 (Mietshaus)                                                                              | Mietshaus mit Hintergebäude und Einfriedung, in offener Bebauung; reicher Fassadenschmuck | 09211998 |
| Weitere Bilder | Haus Wahnfried                                                     | Tornaer Straße 45 (Karte)                           | 1899 (Mietshaus)                                                                                 | Mietshaus in offener Bebauung | 09212000 |
|                | Mietshaus in offener Bebauung                                      | Uhdestraße 16 (Karte)                               | 2. Hälfte 19. Jh. bis 1. Hälfte 20. Jh. (Wohnhaus)                                               | Mietshaus in offener Bebauung | 09211987 |
|                | Mietshaus in offener Bebauung                                      | Uhdestraße 30 (Karte)                               | bez. 1903 (Mietshaus)                                                                            | Mietshaus in offener Bebauung | 09211988 |
|                | Villa mit Gartengrundstück und Einfriedung                         | Uhdestraße 40 (Karte)                               | um 1910 (Villa)                                                                                  | bemerkenswerter Bau der Reformarchitektur nach 1900 mit markanter Dachlandschaft, verschindelter Giebelgaubenfront, sparsamer, stilisierter Pflanzenornamentik (diese akzentuierend), Klappläden, Zieraufsatz, im Inneren noch Ausstattung aus der Entstehungszeit (Treppengeländer, Fußböden, Türen, Zierelemente usw.), im parkartigen Garten Baumbestand, wohl aus der Entstehungszeit, Ruhesitz an der Südostecke und vereinzelt erhaltene Gartenarchitektur, Einfriedung mit Tor repräsentativ, baugeschichtlich und künstlerisch bedeutend. | 09211989 |
|                | Mietshaus in offener Bebauung                                      | Wilhelm-Franke-Straße 8 (Karte)                     | 2. Hälfte 19. Jh. bis 1. Hälfte 20. Jh. (Mietshaus)                                              | Mietshaus in offener Bebauung | 09211995 |
|                | Mietshaus in offener Bebauung                                      | Wilhelm-Franke-Straße 10 (Karte)                    | 2. Hälfte 19. Jh. bis 1. Hälfte 20. Jh. (Mietshaus)                                              | Mietshaus in offener Bebauung | 09211994 |
|                | Mietshaus in offener Bebauung                                      | Wilhelm-Franke-Straße 16 (Karte)                    | um 1910 (Mietshaus)                                                                              | Mietshaus in offener Bebauung | 09211993 |
|                | Mietshaus mit Einfriedung in offener Bebauung                      | Wilhelm-Franke-Straße 18 (Karte)                    | bez. 1894 (Mietshaus)                                                                            | Mietshaus mit Einfriedung in offener Bebauung | 09211992 |